# 베니 카터
베니 카터(영어: Benny Carter, 1907년 8월 8일 ~ 2003년 7월 12일)는 미국의 재즈 색소폰 연주자, 클라리넷 연주자, 트럼펫 연주자, 작곡가, 편곡가, 밴드리더였다. 조니 호지스와 함께 알토 색소폰의 선구자였다. 1920년대부터 그는 플레처 헨더슨의 빅밴드를 위해 작곡한 차트들을 포함한 편곡가로 일했다. 그는 1990년대까지 비정상적으로 긴 생활을 했다. 1980년대와 90년대에 그는 평생 공로상을 포함한 8개의 그래미 어워드 후보에 올랐다.

## 경력
1907년 뉴욕에서 태어난 카터는 그의 어머니와 이웃에 있는 다른 사람들로부터 피아노 레슨을 받았다. 그는 알토 색소폰에 정착하기 전에 트럼펫을 연주하고 C-멜로디 색소폰으로 잠시 실험을 했다. 1920년대에는 준 클라크, 빌리 페이지, 얼 하인즈와 함께 공연했고, 이후 호레이스 헨더슨이 이끄는 윌버포스 칼리지언스의 일원으로 순회 공연을 했다. 그는 1927년 찰리 존슨이 이끄는 파라다이스 텐의 일원으로서 처음으로 음반에 등장했다. 1929년 뉴욕 사보이 볼룸에서 공연을 하는 등 칼리지언스로 돌아와 밴드의 리더가 되었다.
20대 초반에, 카터는 돈 레드먼에 의해 그 직위가 공석이 된 후 플레처 헨더슨의 편곡자로 일했다. 그는 편곡, 시행착오를 통해 배우고, 무릎을 꿇고 기존 차트를 보는 공식적인 교육을 받지 않았다. "선두 트럼펫을 먼저 쓰고, 선두 색소폰을 먼저 쓰는 것은 물론 어려운 방법이죠. 점수가 얼마인지 알기 전에 그렇게 한 것은 꽤 오랜 시간이었습니다."

## 사망
2003년 7월 12일 시더스 시나이 메디컬 센터에서 기관지염의 합병증으로 95세의 나이로 사망하였다.